# Szelężnik włochaty
Szelężnik włochaty (Rhinanthus alectorolophus) – gatunek rośliny należący do rodziny zarazowatych (Orobanchaceae). Występuje w środkowej Europie na obszarze od Francji po zachodnią Rosję. W Polsce na pogórzu Sudetów i Karpat, włącznie z Niziną Śląską i Wyżyną Śląską. 

## Morfologia

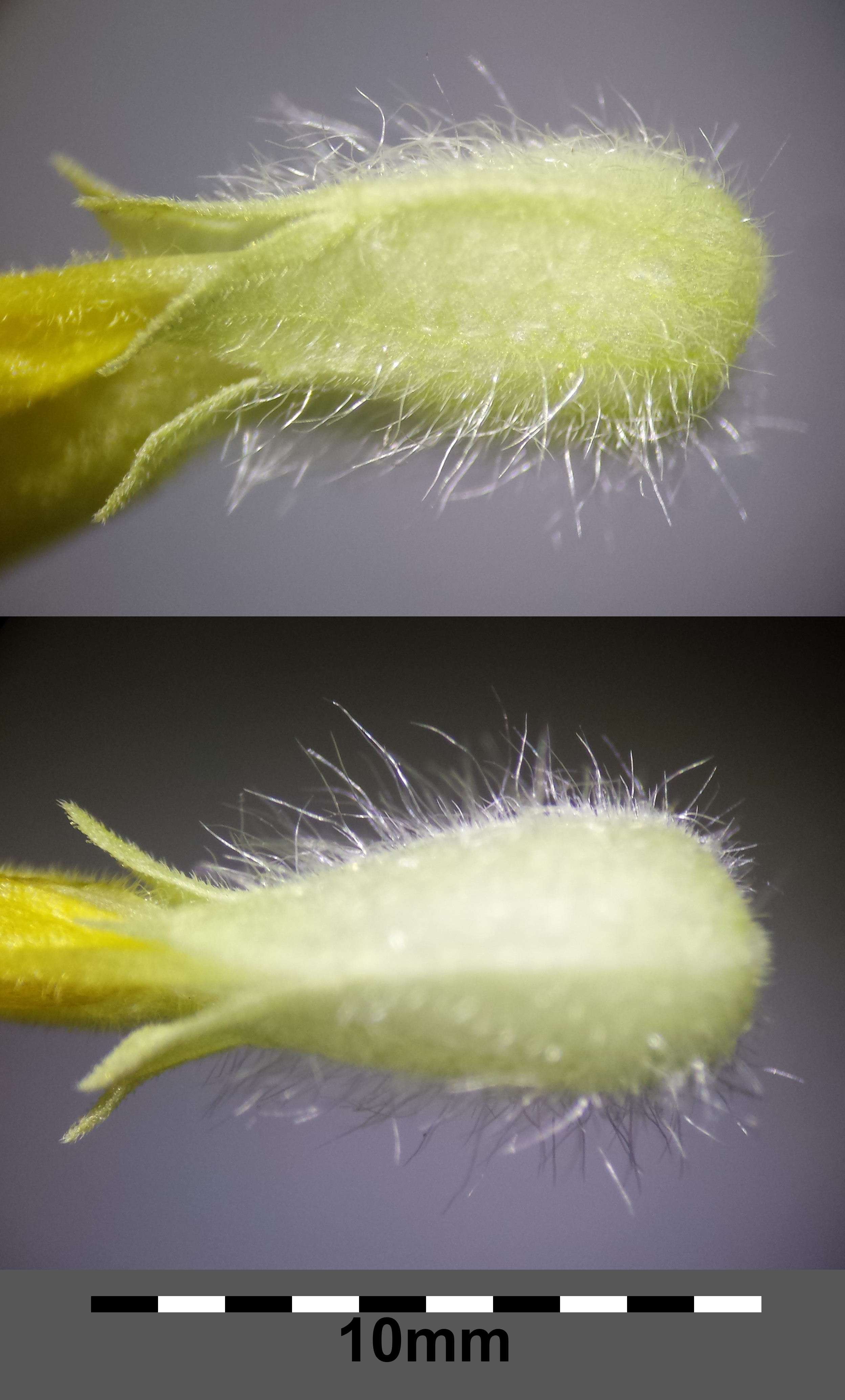
Owłosiony kielich

ŁodygaProsta lub gałęziasta, kosmato owłosiona, wysokość od 10 do 50 cm.
LiściePodługowato-lancetowate lub owalne, owłosione.
KwiatyŻółte o słabo zagiętej rurce korony o długości 1,8–2,3 cm. Ząb górnej wargi niebieskofioletowy.
OwoceTwarda torebka, w której podczas wiatru grzechoczą nasiona.

## Biologia i ekologia
Roślina jednoroczna, półpasożyt.  Kwitnie od maja do września. Siedlisko: łąki, murawy ciepłolubne, pola, przydroża. W klasyfikacji zbiorowisk roślinnych gatunek charakterystyczny dla Ass. Arrhenatheretalia elatioris.  Roślina lekko trująca.

## Zagrożenia i ochrona
Podgatunek ssp. buccalis umieszczony jest na polskiej czerwonej liście w kategorii DD (stopień zagrożenia nie może być określony).